# Anna Nikolajewna Kondraschina
Anna Nikolajewna Kondraschina (russisch Анна Николаевна Кондрашина; * 23. Dezember 1955 in Leningrad, RSFSR) ist eine ehemalige sowjetische Ruderin.
Bei den Olympischen Spielen 1976 in Montreal war Frauenrudern erstmals Bestandteil des olympischen Programms. Im Doppelvierer traten Anna Kondraschina, Mira Brjunina, Larissa Alexandrowa, Galina Jermolajewa und Steuerfrau Nadeschda Tschernyschowa für die Sowjetunion an. Die Boote aus der Sowjetunion und aus der DDR qualifizierten sich als Erstplatzierte der beiden Vorläufe direkt für das Finale, weitere vier Boote erreichten das Finale über den Hoffnungslauf. Im Finale siegte das Boot aus der DDR mit zweieinhalb Sekunden Vorsprung auf das sowjetische Boot, nur 0,27 Sekunden dahinter erkämpften die Rumäninnen Bronze. Bei den Weltmeisterschaften 1977 in Amsterdam saßen nur noch Kondraschina und Steuerfrau Tschernyschowa in dem Doppelvierer, der den fünften Platz belegte.
1978 ruderte Anna Kondraschina im Einer und gewann die Silbermedaille bei den Weltmeisterschaften in Neuseeland mit etwa zwei Sekunden Rückstand auf Christine Scheiblich aus der DDR. Ein Jahr später bei den Weltmeisterschaften in Bled belegte Kondraschina als Siegerin des B-Finales den siebten Platz.
Die 1,76 m große Anna Kondraschina startete für Trud Leningrad.